# Helmut Janz
Helmut Janz   (Gladbeck, 11 d'abril de 1934 - Neu-Ulm, 19 de novembre de 2000) fou un atleta alemany, especialista en curses de tanques, que va competir sota bandera de la República Federal Alemanya durant les dècades de 1950 i 1960.
En el seu palmarès destaca una medalla de bronze en la prova dels 400 metres tanques del Campionat d'Europa d'atletisme de 1962; així com set campionats nacionals en la mateixa distància entre 1957 i 1963. Va millorar quatre vegades el rècord d'Alemanya en aquesta distància i el 1960 va establir un nou rècord d'Europa, en ser el primer europeu en baixar dels 50".
El 1960 va prendre part en els Jocs Olímpics d'Estiu de Roma, on fou quart en la cursa dels 400 metres tanques del programa d'atletisme.
El 1960 va rebre el premi Silbernes Lorbeerblatt.

## Millors marques
- 400 metres tanques. 49.9" (1960)[2][5]